# Marie NDiaye
Marie NDiaye (n. 4 iunie 1967, Pithiviers, Centre, Franța), de asemenea și N'Diaye, este o scriitoare franceză.

## Biografie
Marie NDiaye este fiica unei mame franceze și a unui tată senegalez. Mama ei a fost profesoară. Tatăl ei a părăsit familia și la scurt timp Franța, pe când Marie era încă nou-născută. Marie a fost o foarte bună elevă; profesorul ei de franceză a vrut să o înscrie la Concours général. Ea a refuzat această ofertă, și s-a ]nscris la École normale supérieure. Dorința ei de deveni un scriitor, a fost deja din timpul anilor de școală. 
În anul 1985, ea a trimis primul manuscris al romanului său, Jérôme Lindon, la editura prestigioasei Éditions du Minuit. Editura, impresionată de stilul ei puternic, a acceptat manuscrisul. Romanul a apărut sub titlul Quant au riche avenir. Al doilea roman al ei, Comédie classique, a fost publicat în anul 1988 la POL; a fost urmat de alte romane. Ea a scris în 1999 Hilda, ceea ce a însemnat începutul activității sale că dramaturg. De atunci, Marie Ndiaye a mai scris patru piese de teatru, una împreună cu soțul ei, Jean-Yves Cendrey. Piesa de teatru Papa doit manger a avut premiera la Comédie-Française în 2003. A scris în 2009 împreună cu regizorul de film Claire Denis, scenariul pentru filmul White Material. 
Împreună cu soțul ei și cei trei copii, Marie Ndiaye și-a schimbat de multe ori reședința de la o țară la altă, din Franța în Spania, și de acolo în Italia, în Țările de Jos și înapoi în Franța. După alegerea lui Nicolas Sarkozy, în funcția de președinte de stat, Marie Ndiaye locuiește împreună cu familia ei la Berlin. Pap NDiaye, istoric la École des Hautes Études en Sciences Sociales (EHESS) și fondator al Black studies, este fratele ei.

## Premii
- 1989 Stipendium Villa Medici
- 2001 Premiul Femina pentru Rosie Carpe
- 2009 Premiul Goncourt pentru Trois femmes puissantes
- 2010 Jürgen Bansemer & Ute Nyssen Dramatiker Preis.[11]
- 2010 Internationaler Literaturpreis – Haus der Kulturen der Welt impreuna cu Claudia Kalscheuer (traducatoare) pentru Drei starke Frauen
- 2011 Spycher: premiul Leuk pentru Drei starke Frauen [12]
- 2015 Premiul Nelly Sachs[13]

## Opere

### Teatru
- Hilda* Editions de Minuit, 1999, ISBN 978-2-7073-1661-5
- Rien d’humain
- Toute vérité
- Providence, premiera la Festivalul de la Geneva din 2001
- Papa doit manger, premiera la Comédie Française în 2003

### Romane si povestiri
- Quant au riche avenir, Editions de Minuit, 1985, ISBN 978-2-7073-1018-7
- Comédie Classique. POL, Paris 1987, ISBN 978-2-86744-082-3
- La femme changée en bûche, Editions de Minuit, 1989, ISBN 978-2-7073-1285-3
- En famille. Editions de Minuit, Paris 1991, ISBN 978-2-7073-1367-6
- Un temps de saison, Editions de Minuit, 1994, ISBN 978-2-7073-1474-1
- La Sorcière, Editions de Minuit, 1996, ISBN 978-2-7073-1569-4
- Rosie Carpe, Editions de Minuit, 2001, ISBN 978-2-7073-1740-7
- Tous mes amis Erzählungen, Ed. Minuit, 2004, ISBN 978-2-7073-1859-6
- Autoportrait en vert, Mercure de France, 2005, ISBN 978-2-7152-2481-0
- Mon cœur à l’étroit, Gallimard, 2007, ISBN 978-2-07-077457-9
- Trois femmes puissantes, Gallimard, 2009, ISBN 978-2-07-078654-1